# Supercoppa CAF
La Supercoppa CAF (in inglese CAF Super Cup), comunemente denominata Supercoppa africana o Supercoppa d'Africa, è una competizione calcistica di club organizzata dalla CAF, che vede in palio un trofeo da assegnarsi annualmente tra le più recenti vincitrici della CAF Champions League e della Coppa della Confederazione CAF.

## Storia
L'idea di una Supercoppa d'Africa nacque al Tournoi de la fraternité, ad Abidjan, nel 1982, ma la sua istituzione ufficiale risale al 1993.
Fino al 2003 vedeva affrontarsi la squadra vincitrice della Coppa dei Campioni d'Africa-CAF Champions League e la squadra vincitrice della Coppa delle Coppe d'Africa. Con la soppressione di quest'ultima competizione, nel 2004, è subentrata la vincitrice della Coppa della Confederazione CAF, nuova manifestazione organizzata dalla CAF che ha inglobato la Coppa delle Coppe d'Africa e la Coppa CAF, sostituendole.

## Albo d'oro
| Edizione | Anno            | Coppa dei Campioni d'Africa / CAF Champions League | Coppa delle Coppe d'Africa / Coppa della Confederazione CAF | Risultato     | Sede                                    |
| I        | 1993            | Wydad Casablanca                                   | Africa Sports                                               | 2-2 (3-5 dtr) | Abidjan - Stadio Félix Houphouët-Boigny |
| II       | 1994            | Zamalek                                            | Al-Ahly                                                     | 1-0           | Johannesburg - FNB Stadium              |
| III      | 1995            | Espérance                                          | Motema Pembe                                                | 3-0           | Stadio di Alessandria                   |
| IV       | 1996            | Orlando Pirates                                    | JS Kabylie                                                  | 1-0           | Johannesburg - FNB Stadium              |
| V        | 1997            | Zamalek                                            | Al-Mokawloon                                                | 0-0 (4-2 dtr) | Il Cairo - Stadio Internazionale        |
| VI       | 1998            | Raja Casablanca                                    | Étoile du Sahel                                             | 2-2 (2-4 dtr) | Casablanca - Stadio Mohamed V           |
| VII      | 1999            | ASEC Mimosas                                       | Espérance                                                   | 3-1 (dts)     | Abidjan - Stadio Félix Houphouët-Boigny |
| VIII     | 2000            | Raja Casablanca                                    | Africa Sports                                               | 2-0           | Casablanca - Stadio Mohamed V           |
| IX       | 2001            | Hearts of Oak                                      | Zamalek                                                     | 2-0           | Kumasi - Stadio Baba Yara               |
| X        | 2002            | Al-Ahly                                            | Kaizer Chiefs                                               | 4-1           | Il Cairo - Stadio Internazionale        |
| XI       | 2003            | Zamalek                                            | Wydad Casablanca                                            | 3-1           | Il Cairo - Stadio Internazionale        |
| XII      | 2004            | Enyimba                                            | Étoile du Sahel                                             | 1-0           | Aba - Stadio internazionale Enyimba     |
| XIII     | 2005            | Enyimba                                            | Hearts of Oak                                               | 2-0 (dts)     | Aba - Stadio internazionale Enyimba     |
| XIV      | 2006            | Al-Ahly                                            | FAR Rabat                                                   | 0-0 (4-2 dtr) | Il Cairo - Stadio Internazionale        |
| XV       | 2007            | Al-Ahly                                            | Étoile du Sahel                                             | 0-0 (5-4 dtr) | Stadio Addis Abeba                      |
| XVI      | 2008            | Étoile du Sahel                                    | Sfaxien                                                     | 2-1           | Stadio olimpico di Radès                |
| XVII     | 2009            | Al-Ahly                                            | Sfaxien                                                     | 2-1           | Il Cairo - Stadio Internazionale        |
| XVIII    | 2010            | TP Mazembe                                         | Stade Malien                                                | 2-0           | Stade Municipal de Lubumbashi           |
| XIX      | 2011            | TP Mazembe                                         | FUS Rabat                                                   | 0-0 (9-8 dtr) | Stade Municipal de Lubumbashi           |
| XX       | 2012            | Espérance                                          | Maghreb Fès                                                 | 1-1 (3-4 dtr) | Stadio olimpico di Radès                |
| XXI      | 2013            | Al-Ahly                                            | Léopards                                                    | 2-1           | Alessandria - Stadio Borg El Arab       |
| XXII     | 2014            | Al-Ahly                                            | Sfaxien                                                     | 3-2           | Il Cairo - Stadio Internazionale        |
| XXIII    | 2015            | ES Sétif                                           | Al-Ahly                                                     | 1-1 (6-5 dtr) | Blida - Stadio Mustapha Tchaker         |
| XXIV     | 2016            | TP Mazembe                                         | Étoile du Sahel                                             | 2-1           | Lubumbashi - Stade TP Mazembe           |
| XXV      | 2017            | M. Sundowns                                        | TP Mazembe                                                  | 1-0           | Pretoria - Stadio Loftus Versfeld       |
| XXVI     | 2018            | Wydad Casablanca                                   | TP Mazembe                                                  | 1-0           | Casablanca - Stadio Mohamed V           |
| XXVII    | 2019            | Espérance                                          | Raja Casablanca                                             | 1-2           | Doha - Stadio Thani bin Jassim          |
| XXVIII   | 2020            | Espérance                                          | Zamalek                                                     | 1-3           | Doha - Stadio Thani bin Jassim          |
| XXIX     | 2021 (maggio)   | Al-Ahly                                            | RS Berkane                                                  | 2-0           | Doha - Stadio Jassim bin Hamad          |
| XXX      | 2021 (dicembre) | Al-Ahly                                            | Raja Casablanca                                             | 1-1 (6-5 dtr) | Al Rayyan - Stadio Ahmed bin Ali        |
| XXX      | 2022            | Wydad Casablanca                                   | RS Berkane                                                  | 0-2           | Rabat - Stadio Moulay Abdallah          |
| XXX      | 2023            | Al-Ahly                                            | USM Alger                                                   | 0-1           | Riad - Stadio internazionale Re Fahd    |
| XXXI     | 2024            | Al-Ahly                                            | Zamalek                                                     | 1-1 (3-4 dtr) | Riad - Kingdom Arena                    |

## Vittorie per squadra
| Squadra          | Vittorie | Secondi posti |
| ---------------- | -------- | ------------- |
| Al-Ahly          | 8        | 4             |
| Zamalek          | 5        | 1             |
| TP Mazembe       | 3        | 2             |
| Étoile du Sahel  | 2        | 3             |
| Raja Casablanca  | 2        | 2             |
| Enyimba          | 2        | 0             |
| Espérance        | 1        | 4             |
| Wydad Casablanca | 1        | 3             |
| Africa Sports    | 1        | 1             |
| Hearts of Oak    | 1        | 1             |
| RS Berkane       | 1        | 1             |
| ASEC Mimosas     | 1        | 0             |
| Maghreb Fès      | 1        | 0             |
| M. Sundowns      | 1        | 0             |
| Orlando Pirates  | 1        | 0             |
| USM Alger        | 1        | 0             |
| Sfaxien          | 0        | 3             |
| Al-Mokawloon     | 0        | 1             |
| FAR Rabat        | 0        | 1             |
| FUS Rabat        | 0        | 1             |
| JS Kabylie       | 0        | 1             |
| Kaizer Chiefs    | 0        | 1             |
| Léopards         | 0        | 1             |
| Motema Pembe     | 0        | 1             |
| Stade Malien     | 0        | 1             |

## Vittorie per nazione
| Nazione                 | Vittorie | Secondi posti |
| ----------------------- | -------- | ------------- |
| Egitto                  | 13       | 6             |
| Marocco                 | 6        | 9             |
| Tunisia                 | 3        | 10            |
| RD del Congo (ex Zaire) | 3        | 3             |
| Algeria                 | 2        | 1             |
| Costa d'Avorio          | 2        | 1             |
| Sudafrica               | 2        | 1             |
| Nigeria                 | 2        | 0             |
| Ghana                   | 1        | 1             |
| Mali                    | 0        | 1             |
| Rep. del Congo          | 0        | 1             |